# Calathea zebrina
Calathea zebrina  es una especie fanerógama de la familia Marantaceae. Es originaria de  Brasil.

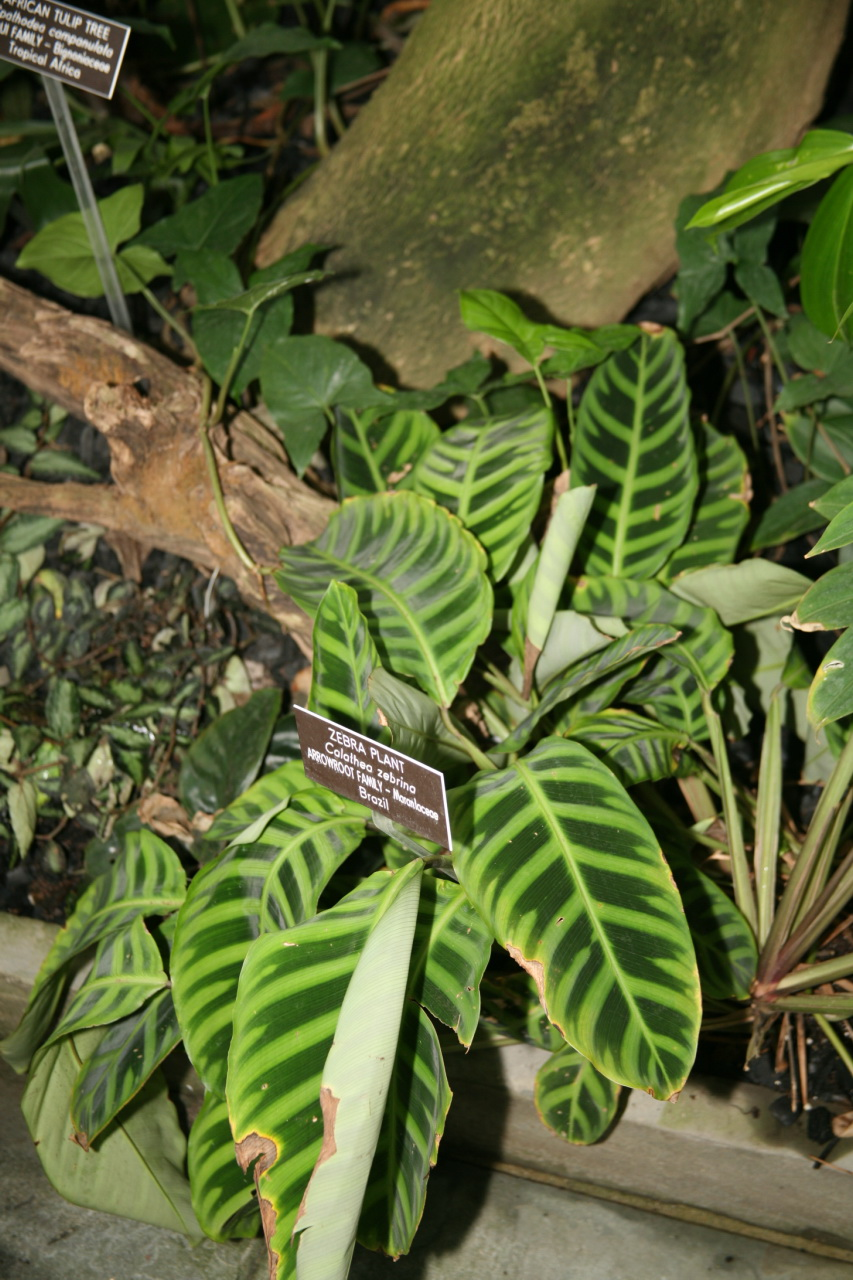
Vista de la planta

## Descripción
Es una planta de hoja perenne que alcanza un tamaño de hasta 1 m de largo. Los largos tallos a 30 cm  llevan hojas elípticas de 45 cm  o más largos. Las hojas son de color verde oscuro por encima, de color rojo oscuro a continuación, las espinas, las venas y los márgenes en verde lima. Es tierna, necesitando una temperatura mínima de 16 °C y en templadas zonas se cultiva en interiores como planta de interior.
Esta planta ha ganado el premio Award of Garden Merit de la Royal Horticultural Society.

## Taxonomía
Calathea zebrina fue descrita por (Sims) Lindl. y publicado en Botanical Register; consisting of coloured . . . 14: , sub pl. 1210. 1829.
Sinonimia
- Calathea binotii Gentil
- Calathea zebrina var. humilior Körn.
- Endocodon zebrina (Sims) Raf.
- Goeppertia zebrina (Sims) Nees
- Maranta bicolor Vell.
- Maranta pulchella Linden ex K.Koch
- Maranta zebrina Sims
- Phrynium bicolor K.Koch
- Phrynium pulchellum Linden ex K.Koch
- Phrynium zebrinum (Sims) Roscoe
- Phyllodes zebrina (Sims) Kuntze[7][8]